# Ранкорн (футбольный клуб)
«Ранкорн» — бывший английский футбольный клуб из города Ранкорн, Мерсисайд. Образован в 1918 году. Расформирован в 2006 году. Домашние матчи проводил на стадионе «Халтон Стэдиум». В последний сезон выступал в Футбольной лиге Северо-Западного округа Англии.

## История
Клуб был основан в 1918 году как Клуб отдыха Highfield and Camden Tanneries. Они стали членами Ланкаширской комбинации в том же году, выиграв кубок. Как Runcorn F. C., они были основателями Лиги графства Чешир в 1919 году и были ее первыми чемпионами. В 1937 году они дважды выиграли лигу и Кубок Чеширской лиги.Ранкорн был одним из основателей Северной Премьер-лиги в 1968 году и выиграл Кубок Чешира среди старших в 1973 году. Вершиной истории клуба стал титульный успех Альянса Премьер-лиги (ныне Национальная лига) в 1982 году, но им было отказано в возможности принять участие в выборах Футбольной лиги, потому что клуб не соответствовал требованиям лиги. Эта система переизбрания была заменена автоматическим продвижением по службе с 1987 года, но она пришла слишком поздно, чтобы помочь Ранкорну, который к тому времени уже не был лучшей командой в футбольной конференции.В 1986 году Ранкорн впервые вышел в финал Кубка Англии, но проиграл Олтринчаму со счетом 1: 0. В том сезоне команда обыграла "Бостон" со счетом 4: 1 и вышла во второй раунд Кубка Англии. Во время кубкового матча с "Халл Сити" рухнула стена периметра, с одной трибуны сорвало крышу, а главная трибуна была уничтожена пожаром. Это искалечило клуб, который в 1996 году впервые был отправлен в отставку. В 2000 году они продали площадку на Канал-стрит, где играли с 1918 года, и переехали на 11 000-местный стадион "Холтон" в Уиднесе, который также использовался городской командой регби и резервистами "Эвертона". Клуб переименовал себя в Runcorn FC Halton, чтобы отразить свое новое местоположение. В 2004 году они заняли 13-е место в Северной Премьер-лиге и были переведены в новую Северную конференцию. Их заклинание на этом уровне длилось всего один сезон, прежде чем они были отправлены обратно в АПЛ. В течение этого сезона неустойчивое финансовое положение клуба заставило их навсегда покинуть стадион "Холтон", закончив предыдущий сезон на Хейг-авеню в Саутпорте, и разделить Валери-парк, дом местных соперников Прескота Кейбла, который также играл в Северной Премьер-лиги.

## Достижения
- Альянс Премьер-лиги Англии
  - Чемпион: 1981/82

- Трофей Футбольной ассоциации
  - Финалист: 1985/86

- Северная Премьер-лига
  - Чемпион: 1975/76, 1980/81

- Кубок Северной Премьер-лиги
  - Обладатель: 1974/75, 1979/80

- Президентский кубок Северной Премьер-лиги
  - Обладатель: 1998

## Главные тренеры
- 1973—1979 Стэн Стортон
- 1988—1990 Барри Уитбред
- 1998 Питер Барнс
- 2000—2003 Лиам Уотсон
- 2003—2004 Крис Лайтфут